# Plaza de Santo Domingo (Vitoria)
La plaza de Santo Domingo es un espacio público de la ciudad española de Vitoria.

## Descripción
La plaza está encerrada por las calles de Julián Apraiz y de la Coronación de la Virgen Blanca y por el portal de Arriaga. Aparece descrita en la Guía de Vitoria (1901) de José Colá y Goiti con las siguientes palabras:

Plazuela de Santo Domingo.—Nombre primitivo. La antigua plaza de este nombre estaba situada al final de la calle de la Zapatería, frente al exconvento de Santo Domingo, y fué agregada en 1887 á la dicha calle. Diósele el nombre que hoy tiene en 12 de octubre de 1887, y antes pertenecían sus edificios á la calle de Santo Domingo fuera, suprimida también en dicho año. Principia en la calle del Portal de Arriaga, junto á la caseta de recaudación de Arbitrios municipales, y concluye en la calle de las Tenerías.
(Colá y Goiti, 1901, pp. 61-62)

El nombre lo tomó en 1887 de otra plaza del mismo nombre, que lo llevaba por el antiguo convento de Santo Domingo y que pasó entonces a formar parte de la calle de la Zapatería y perdió por tanto su título.